# Fisimatenten
Fisimatenten [fɪzɪmaˈtɛntən] ist ein umgangssprachlicher Ausdruck mit der Bedeutung Unsinn, Faxen oder Blödsinn, im weitesten Sinne alle Handlungen, die Umstände oder Probleme verursachen. Das Wort ist ein Pluraletantum.
Die falsche Schreibung als Fiesematenten ist verbreitet in Anlehnung an das Wort fies, mit dessen Bedeutung es verwandt scheint.
Die Herkunft des Ausdrucks ist nicht gesichert.

## Wahrscheinlichere Herleitungsversuche
Das Wort ist tatsächlich deutlich vor der französischen Besatzung (siehe unten) erstmals belegt. Es entstammt nach älterer Ansicht der lateinischen Amtssprache des ausgehenden Mittelalters:

„Fisimatenten Plur. ‚Flausen, Umständlichkeiten, Ausflüchte‘. Visae patentes (literae) ‚ordnungsgemäß verdientes Patent‘, im 16. Jh. als visepatentes reichlich belegt, wird durch spöttische Auffassung des Bürokratischen ‚überflüssige Schwierigkeit‘. Unter Einfluß von visament ‚Zierrat‘ tritt m an die Stelle des p, so schon 1499 ‚it is ein viserunge und ein visimatent‘. Alle Nachweise bei Spitzer, Teuthonista 1, 319 und Schoppe, Mitt. d. schles. Ges. f. Volkskde. 29, 298.“

Die neueren Auflagen desselben Wörterbuchs führen dagegen eine andere Etymologie an:

„Fisimatenten Spl (auch als visipatent u.ä.) ‘Ausflüchte, Winkelzüge’ erw. stil. (16. Jh.). Vermutlich Streckform zu frühneuhochdeutsch fisiment ‘bedeutungsloser Zierrat (am Wappen)’, zu mhd. visieren, das u.a. ‘die Wappenfiguren ordnen und beschreiben’ bedeutet. Zahlreiche andersartige Erklärungsversuche können nicht ausreichend gestützt werden. [Mit Verweis auf Deutsches Fremdwörterbuch 5 (22004), 917–919].“

## Weitere etymologische Herleitungsversuche
Der Germanist Karl Gustav Andresen vermutete hinter der Wortschöpfung die bespöttelnde Verdrehung des missliebigen visum authenticum als Formel für einen amtlich festgestellten Tatbestand.
Wolfgang Teuschl gibt das italienische Wort fisima (dt. Laune, Grille) als Ursprung an.
Das Wort kommt häufig in der Wendung „macht keine Fisimatenten“ vor, als elterliche Warnung. Folgende volksetymologische Erklärung wird oft dafür herangezogen:

„Als Deutschland Anfang des 19. Jahrhunderts weitgehend unter französischer Besetzung stand, versuchten immer wieder französische Soldaten, deutsche Mädchen zum Zeitvertreib in ihr Lager zu locken, z. B. mit der Einladung: « Visitez ma tente » (dt. besuchen Sie mein Zelt) oder auch « Voici ma tente » (dt. sieh dort mein Zelt). Stand also abendlicher Ausgang an, wurde den jungen Frauen ein mach’ aber keine Fisi ma tenten mit auf den Weg gegeben.“

Eine weitere Erklärung aus dieser Zeit liefert Lutz Röhrich:

„Ebenso wurde es volksetymologische aber auch als Ausrede verspäteter Passanten bei Kontrollen durch die Wache erklärt: « Je viens de visiter ma tante » (Ich habe eben meine Tante besucht).“

Die Worterklärung aus dem Französischen ist sehr weit verbreitet und wird gerade im berlinischen und rheinischen Lokalpatriotismus immer wieder erzählt, da dort tatsächlich weitere französische Wörter in den Alltag Eingang fanden.